# ليام دي سميت
ليام دي سميت هو لاعب كرة قدم بلجيكي، ولد في 12 أبريل 2004.

## وصلات خارجية
- ليام دي سميت على موقع قاعدة بيانات كرة القدم.إي يو (الإنجليزية)
- ليام دي سميت على موقع Soccerway.com (الإنجليزية)